# Hidamari Sketch
Hidamari Sketch (ひだまりスケッチ Hidamari Sukecchi?) es un manga 4-koma creado por Ume Aoki sobre la vida diaria de un grupo de chicas viviendo en un pequeño apartamento en el cual demuestran sus habilidades artísticas. Fue realizada por  la revista seinen Manga Time Kirara Carat. Yen Press licenció el manga para la distribución inglesa bajo el título de Sunshine Sketch. Un anime basado en el manga empezó a transmitirse en Japón en 11 de enero de 2007. Una segunda temporada, llamada Hidamari Sketch × 365 fue estrenada el 3 de julio de 2008. Dos novelas ligeras fueron escritas por Chabō Higurashi, con ilustraciones de Aoki, autora del manga. Posteriormente, fueron realizadas la tercera y cuarta temporada, Hidamari Sketch x Hoshimittsu y Hidamari Sketch x Honeycomb respectivamente.

## Argumento
Hidamari Sketch se centra en una joven llamada Yuno, quien es aceptada en la escuela media Yamabuki (やまぶき高校 Yamabuki Kōkō?). Yuno se muda a un edificio de pequeños apartamentos cerca de la escuela llamado Apartamentos Hidamari (ひだまり荘 Hidamari-sō?). Allí ella entabla amistad con su compañera de clase Miyako y las estudiantes de segundo año Hiro y Sae. Si bien el argumento no posee una trama concreta, relata la vida diaria y desarrollo de las protagonistas entre ellas y su gusto compartido por el arte.

## Personajes
- Yuno (ゆの?); seiyū: Kana Asumi. Yuno, a veces llamada "Yunocchi" por Miyako, es una chica juguetona y la protagonista principal de la historia. Vive en los apartamentos Hidamari junto con sus amigas y vecinas Miyako, Hiro y Sae, quienes piensan que es muy buena persona. Yuno sueña con ser una gran artista. Aunque ella es una artista talentosa en general, considera pintar y dibujar como sus especialidades.

- Miyako (宮子?); seiyū: Kaori Mizuhashi. Miyako es la compañera, vecina de habitación y amiga más cercana de Yuno. Yuno se refiere a ella como Miya-chan. Tiene una personalidad activa y siempre trata de divertirse con sus amigas. Si bien su exuberancia bordea un carácter infantil, es indudablemente creativa. Es espontánea y clama que la palabra "plan" no existe en su diccionario. Le encanta comer y frecuentemente le pide a Hiro sus sobras cuando ella está en una de sus dietas. Ella, con frecuencia, al notar que Hiro está ganando peso, lo que la deprime a esta, ella la hace sentir mal de manera cómica. La energía de Miyako es frecuentemente excesiva y dispuesta. Su renta es de 5.000 yenes más barata que la de sus compañeras ya que su apartamento está en un peor estado, debido a que tiene menos dinero que las demás.

- Hiro (ヒロ?); seiyū: Yuko Goto. Hiro es un año mayor que Yuno y Miyako. Vive en el apartamento debajo del de Yuno. Aunque intenta ser una compañera soportable y la senpai del grupo, tiende a preocuparse de manera excesiva por su peso, causando que caiga en dietas, aunque siempre esté comiendo dulces. Su compañera de la infancia es Sae, y es a quien recurre primero en problemas. Tiene el pelo de color salmón (aunque en ocasiones, sobre todo en fan arts japoneses, es de color marrón) con dos rodetes y rulos debajo. Los fanes tienden a emparejarla con Sae. Intenta ser la más madura, aunque su voz chillona y comportamiento no la ayudan. Aun así, tiene carácter dulce y amable.

- Sae (沙英?); seiyū: Ryōko Shintani. Es de un curso superior que las demás, y buena amiga de Hiro. Sus especialidades artísticas son la fotografía y la escritura de obras de ficción; a estas últimas las escribe bajo su seudónimo Aya Tachibana (橘 文 Tachibana Aya?). Está inscrita en la escuela precisamente para aprender cómo ilustrar sus trabajos. Es alta, atlética, y generalmente madura, aunque tiene un lado jocoso que puede ser también enigmático e inteligente. Tiene el hábito de prevenir a Yuno acerca de cualquier problema potencial antes de que esta se meta en ellos. También posee habilidad en los "juegos de detective" al momento de encontrarse con una anomalía, como el apartamento de Miyako. Tiende a enfadarse con Miyako cuando esta le dice que tiene cualidades masculinas. Se pone incómoda cuando le preguntan por su vida amorosa, inventando frecuentemente una historia absurda mientras se enfada.

- Yoshinoya (吉野屋?); seiyū: Miyu Matsuki. Yoshinoya es la maestra de Yuno y Miyako y también su instructora de arte. Ella es exuberante y una fanática del cosplay. Debido a ello, frecuentemente viste cosas realmente complicadas que a veces parecen inapropiadas para la ocasión. Le encanta modelar para la clase, mostrando y exhibiéndose en sus nuevos trajes cada vez que puede. Se le ve con un par de sandalias en el animé. Más tarde se revela que Yoshinoya aún vive con sus padres, y es criticada por ellos, que la consideran inmadura. Cuando se le pregunta su edad, ella responde: "Eternamente diecisiete".

- El Director (校長 Kōchō?); seiyū: Yūichi Nagashima. Es un hombre delgado, calvo y viejo. Aunque él a veces exhibe un comportamiento inexplicable, se le ve normalmente regañando a Yoshinoya por sus impertinencias. Miyako es capaz de hacer una horrible imitación muy exacta de él. Se desconoce su nombre, pero en el anime, cuando Yuno escribía los nombres de las personas que aparecían en retratos, la clase creyó que su nombre era "Moi".

- La Casera (大家 Ōya?); seiyū: Miyuki Sawashiro. Es la dueña de los Apartamentos Hidamari. Tiene algunas características masculinas, como una gorra de béisbol. Va a pescar en su tiempo libre y es una fumadora. Se le ve muy ocupada haciendo trabajos de medio tiempo.

- Chika (智花?); seiyū: Rie Kugimiya. Chika es la hermana menor de 13 años de Sae. Ella es más espontánea y energética que su hermana mayor. Le gusta cocinar y no tiene talentos artísticos, prefiere la música y la economía hogareña al arte.

- Ume (うめ?); seiyū: Ume Aoki. Ume es una misteriosa criatura que representa a la autora del manga, Ume Aoki. No juega ningún papel importante en la historia, sino más bien para fines cómicos.

- Natsume. Natsume es una antigua amiga tsundere de Sae de la clase D, aunque al paso del tiempo se volvió una rival para ella. Se revela en un episodio del manga que su primer día de clase fue un mal día para ella. Al no poder encontrar su caja de zapatos para cambiarse y a punto de frustrarse, Sae aparece para ayudarla, y Natsume empieza a desarrollar sentimientos fuertes hacía ella (enamoramiento). Al paso de semanas, Natsume se motiva para hablar con Sae, pero al buscarla la vio con Hiro, y desde ese momento empezó a ser mala con Sae. Desde entonces, ha intentado ocultar sus sentimientos, pero aun así ha intentado innumerables veces acercarse indirectamente a Sae con su actitud disfrazada, aunque Sae tome su actitud en serio.

- Nazuna. Nazuna es una chica que ingresó en la tercera temporada. Es calmada y reservada, aunque ella tiene una voz muy tierna y es tiene complejo de inferioridad al igual que Yuno. Es una estudiante de primer año. Ella no vive en el apartamento Hidamari pero muestra un interés a él. Se hace amiga de todas en el primer capítulo de la tercera temporada. Ella vivía antes en un barrio, pero su padre se fue a otro por motivos de trabajo y su madre y ella le siguieron. Ella no está en el apartamento Hidamari , aunque se enseña que tiene un interés a este. Vive en el cuarto 203. Tiene pelo blanco con una trenza detrás.

- Nori . Nori es otra estudiante de primer año cómo Nazuna. Es amiga suya.Es llamada Norippe por Miyako.Vive en el cuarto 103.Tiene pelo verde al igual que Natsume y dos colas. Ella está en el departamento de artes al contrario que Nazuna y le gusta jugar con computadoras. Su especialidad es arte en computadora/gráficos en computadora, Adobe Flash y HTML. Ella es honesta y directa. Ella es la más sensata de todas y suele señalar a la gente con extrañas maneras. Se altera cada vez que Nazuna está siendo tímida y normalmente sacude a Nazuna cada vez que Nazuna niega decir qué está en su mente. Ella puede hablar en dialecto Kansai. Es muy parecida a Miyako.

## Contenido de la obra

### Manga
El manga 4-koma fue serializado primero en la revista manga seinen Manga Time Kirara Carat en 28 de febrero del 2004, publicado por Hōbunsha. Aunque no ha concluido, se han publicado 10 volúmenes, el primero en el 27 de octubre de 2005, y el segundo el 27 de diciembre de 2006. El manga ha sido licenciado en inglés por Yen Press bajo el título de Sunshine Sketch.

### Anime[1]
La adaptación anime de Hidamari Sketch fue producida por el estudio de animación Shaft, y comenzó a emitirse en Japón el 11 de enero del 2007. Su animación combina normal y CGI-2D con uso frecuente de fotografías estáticas. También es una serie en orden anacrónico (es decir, sin orden cronológico, al igual que Suzumiya Haruhi no Yūutsu); cada episodio toma lugar en una fecha durante el primer año de Yuno, pero ese día es elegido al azar. A pesar de ello, los episodios se complementan temáticamente, con detalles vistos en episodios posteriores. Adicionalmente, se emitieron 2 episodios especiales el 18 de octubre de 2007. La segunda temporada, titulada Hidamari Sketch x 365 fue estrenada en Japón el 3 de julio del 2008.
Los episodios de la segunda temporada mantienen el orden anacrónico, ocurriendo antes, durante y después de la primera temporada.

#### Banda sonora
La primera temporada del anime, y sus dos episodios especiales, utilizaron dos piezas musicales, un opening y un ending. El opening se titula "Sketch Switch"  por Kana Asumi, Kaori Mizuhashi, Ryoko Shintani, y Yuko Goto; el disco del opening se lanzó el 24 de enero de 2007. El ending se titula "Mebae Drive" de Marble; el disco del ending se lanzó el 21 de febrero de 2007. La banda sonora de la primera temporada se lanzó el 25 de abril de 2007 (la portada de esta banda sonora parodia al álbum Abbey Road de The Beatles, con las cuatro protagonistas cruzando la calle de la misma forma). Para la segunda temporada, el opening es "Hatena de Wasshoi", también interpretado por las cuatro protagonistas; el ending es titulado "Ryūsei Record" de Marble. El disco con el opening de la segunda temporada fue lanzado el 23 de julio de 2008, y el del ending fue lanzado el 6 de agosto de 2008. La banda sonora de la segunda temporada fue lanzado el 8 de octubre de 2008. Todos los álbumes fueron lanzados por Lantis.

### Novelas ligeras
Dos novelas ligeras fueron escritas por Chabō Higurashi e ilustradas por Ume Aoki, y fueron publicadas por Hōbunsha  bajo el sello Hōbunsha KR Bunko. La primera novela fue lanzada el 31 de marzo de 2007, titulada: Hidamari Sketch Novel: Yōkoso Hidamari-sō e (ひだまりスケッチノベル ようこそひだまり荘へ Hidamari Sketch Novel: Yōkoso Hidamari-sō e?), y la segunda fue publicada el 30 de septiembre de 2007 bajo el título Hidamari Sketch Novel: Hidamari School Life (ひだまりスケッチノベル ひだまりSchool Life Hidamari Sketch Novel: Hidamari School Life?). Las novelas no son una nueva adaptación de los manga originales, pero se escriben directamente del material del manga.

### Videojuego
Un videojuego para la consola Nintendo DS titulado Hidamari Sketch Dokodemo Sugoroku×365 (ひだまりスケッチ どこでもすごろく×365), desarrollado por Idea Factory fue lanzado el 12 de febrero del 2009. El género del videojuego es de tablero, el jugador escoge a una de las cuatro protagonistas para jugar contra ellas, y a medida que las cuatro personajes avanzan en el tablero, el cual también es el calendario, aparecen escenas correspondientes a las dos temporadas. También se van desbloqueando extras como los minijuegos a medida que avanzan en el juego.